# Javier de Castro
Javier de Castro (Sestao, País Vasco, 1944 - 11 de octubre de 2007) fue un economista español, sindicalista y exmiembro y representante oficial de la Confederación Sindical de Comisiones Obreras (C. S. de CC. OO.) en la Comunidad Europea del Carbón y del Acero (CECA). También fue miembro activo del Partido Comunista de Euskadi (PCE-EPK).
En los años 1970 estuvo vinculado a un grupo militar de Euskadi Ta Askatasuna (ETA).

## Biografía
Nació en 1944 en el municipio Sestao. En 1962, con tan solo 18 años, empezó su actividad laboral en Altos Hornos de Vizcaya (AHV), la mayor empresa de España durante gran parte del siglo XX. Durante sus primeros años en esta compañía se interesó por los ideales de la izquierda antifranquista.
En la década de 1970 huyó a Bélgica junto con otros miembros del grupo ETA. En este país se graduó de economista en la Universidad Católica de Lovaina (UCLouvain); posteriormente militó en el Partido Comunista de Euskadi. De regreso a España formó parte de la Confederación Sindical de Comisiones Obreras (C. S. de CC. OO.) en el comité de AHV y en el PCE-EPK. Fue, asimismo, representante de las Comisiones Obreras durante diez años en la Comunidad Europea del Carbón y del Acero (CECA) y en varios organismos comunitarios y extracomunitarios.
Fue candidato a lendakari por Izquierda Unida.
Javier de Castro murió en 2007 al haber desarrollado mesotelioma, una forma extraña de cáncer. Durante 50 años de vida laboral estuvo expuesto y en permanente contacto con al asbesto. Solía pasar mucho tiempo en los sacos de asbesto, junto a ellos, también estudiaba sobre ingeniería técnica.